# Касимовский район
Каси́мовский райо́н — административно-территориальная единица (район) и муниципальное образование (муниципальный район) на северо-востоке Рязанской области России.
Административный центр — город Касимов (в состав района не входит).

## География
Площадь района — 2969 км². Основные реки — Ока, Гусь, Унжа, Колпь.
На севере район граничит с Меленковским районом Владимирской области и городским округом городом Выксой Нижегородской области, на востоке с Ермишинским районом, на юге с Пителинским, Шиловским и Спасским районами, на западе с Клепиковским районом и Гусь-Хрустальным районом Владимирской области.

## История
Касимовский район был образован 12 июля 1929 года в составе Рязанского округа Московской области на части территории бывшего Касимовского уезда Рязанской губернии.
В состав района вошли город Касимов, рабочий посёлок Сынтул и следующие сельсоветы: Алешинский, Ананьинский, Анемнясевский, Ахматовский, Бабино-Булыгинский, Баженовский, Балушево-Починский, Белясевский, Бетинский, Больше-Муторский, Бочкарский, Булгаковский, Выкушинский, Вырковский, Гиблицкий, Давыдовский, Даневский, Дмитриевский, Дубровский, Ерденевский, Ждановский, Забелинский, Захаровский, Земский, Ибердусский, Китовский, Клетинский, Княжевский, Колубердеевский, Коростинский, Кочемарский, Крысино-Лощинский, Ломовский, Малевский, Мальцевский, Марьино-Даневский, Марьино-Заречный, Мимишкинский, Николаевский, Ново-Починовский, Озерский, Первинский, Перхуровский, Петрушинский, Погостинский, Полухтинский, Поповский, Самуиловский, Самыловский, Сеитовский, Селизовский, Селищенский, Семенчуковский, Сентульский, Сорокинский, Степановский, Телебукинский, Тимохинский, Токаревский, Толстиковский, Торбаевский, Улан-Горский, Фроловский, Чернецовский, Чернышево-Починский, Чернышовский, Четаевский, Чинурский, Шилинский, Шульгинский, Ямско-Слободский.
17 сентября 1934 года в Касимовском районе был образован рабочий посёлок Лашма.
21 февраля 1935 года р.п. Сынтул; Анемнясевский, Баженовский, Белясевский, Вырковский, Гиблицкий, Дубровский, Забелинский, Ибердусский, Китовский, Клетинский, Княжевский, Кочемарский, Мимишкинский, Озерский, Петрушевский, Погостинский, Полухтинский, Сентульский, Степановский и Тимохинский с/с были переданы в новообразованный Бельковский район. 15 марта упразднены Крысино-Лощинский и Ямско-Слободский с/с.
5 апреля 1936 года были упразднены Ананьинский, Захаровский, Марьино-Даневский, Перхуровский, Селизовский, Сорокинский и Улан-Горский с/с.
В соответствии с постановлением от 26 сентября 1937 года из Московской области были выделены Тульская и Рязанская области. Касимовский район вошёл в состав вновь образованной Рязанской области.
11 февраля 1944 года город Касимов получил статус города областного подчинения и был выведен из состава района, оставаясь при этом его центром.
В 1959 году в состав Касимовского района вошла большая часть территории упразднённого Бельковского района, в 1963 году — упразднённый Елатомский район.
С 1963 года по 1965 год, во время неудавшейся всесоюзной реформы по делению на сельские и промышленные районы и парторганизации, в соответствии с решениями ноябрьского (1962 года) пленума ЦК КПСС «о перестройке партийного руководства народным хозяйством», Касимовский район был упразднён, но в это время существовал территориально более крупный Касимовский сельский район Рязанской области.

## Население
| 1939    | 1959    | 1970    | 1979    | 1989    | 2002    | 2009    | 2010    | 2012    |
| ------- | ------- | ------- | ------- | ------- | ------- | ------- | ------- | ------- |
| 60 188  | ↘47 713 | ↗61 960 | ↘49 306 | ↘41 422 | ↘35 365 | ↘30 840 | ↘29 602 | ↘28 843 |
| 2013    | 2014    | 2015    | 2016    | 2017    | 2018    | 2019    | 2020    | 2021    |
| ↘28 442 | ↘27 953 | ↘27 279 | ↘26 706 | ↘26 188 | ↘25 924 | ↘25 667 | ↘25 551 | ↗27 716 |
| 2023    |         |         |         |         |         |         |         |         |
| ↘27 244 |         |         |         |         |         |         |         |         |

### Урбанизация
Городское население  (пгт Гусь-Железный, Елатьма и Сынтул) составляет 24.17 % населения района.

### Национальный состав
По итогам переписи населения 2020 года проживали следующие национальности (национальности менее 0,1 % и другое, см. в сноске к строке «Другие»):
| Национальность | Численность, чел. | Доля     |
| -------------- | ----------------- | -------- |
| Русские        | 25 455            | 91,84 %  |
| Татары         | 295               | 1,06 %   |
| Азербайджанцы  | 86                | 0,31 %   |
| Таджики        | 81                | 0,29 %   |
| Украинцы       | 79                | 0,29 %   |
| Киргизы        | 58                | 0,21 %   |
| Цыгане         | 41                | 0,15 %   |
| Молдаване      | 40                | 0,14 %   |
| Узбеки         | 38                | 0,14 %   |
| Другие         | 1543              | 5,57 %   |
| Итого          | 27 716            | 100,00 % |

## Территориальное устройство
В рамках административно-территориального устройства, Касимовский район включает 3 посёлка городского типа и 21 сельский округ.
В рамках организации местного самоуправления, муниципальный район делится на 24 муниципальных образования, в том числе 3 городских и 21 сельское поселение.
| №  | Муниципальное образование          | Административный центр        | Количество населённых пунктов | Население (чел.) | Площадь (км²) |
| -- | ---------------------------------- | ----------------------------- | ----------------------------- | ---------------- | ------------- |
| 1  | Гусевское городское поселение      | рабочий посёлок Гусь-Железный | 5                             | ↘1944            | 223,22        |
| 2  | Елатомское городское поселение     | рабочий посёлок Елатьма       | 5                             | ↘3310            | 237,56        |
| 3  | Сынтульское городское поселение    | рабочий посёлок Сынтул        | 1                             | ↘1551            | 3,54          |
| 4  | Ардабьевское сельское поселение    | село Ардабьево                | 4                             | ↗512             | 97,62         |
| 5  | Ахматовское сельское поселение     | деревня Ахматово              | 14                            | ↗976             | 145,29        |
| 6  | Булгаковское сельское поселение    | деревня Булгаково             | 17                            | ↗761             | 95,92         |
| 7  | Гиблицкое сельское поселение       | село Гиблицы                  | 5                             | ↗602             | 40,25         |
| 8  | Дмитриевское сельское поселение    | село Дмитриево                | 14                            | ↗999             | 102,06        |
| 9  | Ермоловское сельское поселение     | село Ермолово                 | 11                            | ↗880             | 144,03        |
| 10 | Ибердусское сельское поселение     | село Ибердус                  | 5                             | ↗476             | 64,34         |
| 11 | Китовское сельское поселение       | село Китово                   | 9                             | ↗566             | 63,79         |
| 12 | Клетинское сельское поселение      | деревня Клетино               | 1                             | ↗962             | 3,16          |
| 13 | Которовское сельское поселение     | село Которово                 | 9                             | ↗1180            | 69,30         |
| 14 | Крутоярское сельское поселение     | посёлок Крутоярский           | 12                            | ↘2094            | 134,85        |
| 15 | Лашманское сельское поселение      | посёлок Лашма                 | 1                             | ↗1510            | 8,44          |
| 16 | Лощининское сельское поселение     | деревня Лощинино              | 9                             | ↗1432            | 65,65         |
| 17 | Новодеревенское сельское поселение | деревня Новая Деревня         | 8                             | ↗1192            | 167,10        |
| 18 | Овчинниковское сельское поселение  | деревня Овчинники             | 12                            | ↗1763            | 571,47        |
| 19 | Первинское сельское поселение      | село Перво                    | 18                            | ↘744             | 200,25        |
| 20 | Погостинское сельское поселение    | село Погост                   | 9                             | ↗622             | 166,89        |
| 21 | Савостьяновское сельское поселение | село Савостьяново             | 10                            | ↗605             | 82,36         |
| 22 | Токарёвское сельское поселение     | село Токарёво                 | 7                             | ↗458             | 76,45         |
| 23 | Торбаевское сельское поселение     | село Торбаево                 | 14                            | ↗1913            | 96,13         |
| 24 | Шостьинское сельское поселение     | село Шостье                   | 8                             | ↗508             | 95,66         |

В 2014 году Лашманское городское поселение было преобразовано в Лашманское сельское поселение. В 2017 году было упразднено Балушево-Починковское сельское поселение и включено в Первинское сельское поселение.

## Населённые пункты
В Касимовском районе 208 населённых пунктов, в том числе 3 городских (пгт) и 205 сельских.
| №   | Населённый пункт                      | Тип             | Население | Муниципальное образование                |
| --- | ------------------------------------- | --------------- | --------- | ---------------------------------------- |
| 1   | Акапово                               | деревня         | 11        | Лощининское сельское поселение           |
| 2   | Аксёново                              | деревня         | 23        | Ермоловское сельское поселение           |
| 3   | Алеево                                | деревня         | 0         | Савостьяновское сельское поселение       |
| 4   | Алёшино                               | деревня         | ↘306      | Булгаковское сельское поселение          |
| 5   | Алферьево                             | деревня         | 170       | Савостьяновское сельское поселение       |
| 6   | Ананьино                              | деревня         | ↘38       | Балушево-Починковское сельское поселение |
| 7   | Анатольевка                           | деревня         | ↘18       | Шостьинское сельское поселение           |
| 8   | Анемнясево                            | деревня         | ↘41       | Погостинское сельское поселение          |
| 9   | Аниково                               | деревня         | ↘11       | Лощининское сельское поселение           |
| 10  | Антоново                              | деревня         | ↘4        | Булгаковское сельское поселение          |
| 11  | Ардабьево                             | село            | 539       | Ардабьевское сельское поселение          |
| 12  | Арполово                              | деревня         | 1         | Дмитриевское сельское поселение          |
| 13  | Ахматово                              | деревня         | ↗452      | Ахматовское сельское поселение           |
| 14  | Ашуково                               | деревня         | 64        | Овчинниковское сельское поселение        |
| 15  | Бабино-Булыгино                       | село            | ↘237      | Овчинниковское сельское поселение        |
| 16  | Баженово                              | деревня         | 85        | Лощининское сельское поселение           |
| 17  | Баишево                               | деревня         | 1         | Первинское сельское поселение            |
| 18  | Балобаново                            | деревня         | 6         | Дмитриевское сельское поселение          |
| 19  | Балушевы Починки                      | село            | 235       | Балушево-Починковское сельское поселение |
| 20  | Барамыково                            | деревня         | 13        | Торбаевское сельское поселение           |
| 21  | Барсуки                               | деревня         | 0         | Торбаевское сельское поселение           |
| 22  | Барсуково                             | деревня         | 19        | Гиблицкое сельское поселение             |
| 23  | Басово                                | деревня         | ↘21       | Крутоярское сельское поселение           |
| 24  | Бельково                              | деревня         | ↘89       | Погостинское сельское поселение          |
| 25  | Белясево                              | деревня         | ↘9        | Погостинское сельское поселение          |
| 26  | Беркеево                              | деревня         | 25        | Ахматовское сельское поселение           |
| 27  | Бетино                                | село            | ↘61       | Первинское сельское поселение            |
| 28  | Бигзино                               | деревня         | 9         | Дмитриевское сельское поселение          |
| 29  | Болотцы                               | село            | ↘52       | Торбаевское сельское поселение           |
| 30  | Большой Кусмор                        | село            | 227       | Новодеревенское сельское поселение       |
| 31  | Большой Мутор                         | деревня         | ↘59       | Дмитриевское сельское поселение          |
| 32  | Бочкари                               | деревня         | 105       | Овчинниковское сельское поселение        |
| 33  | Бреево                                | деревня         | 16        | Токарёвское сельское поселение           |
| 34  | Булгаково                             | деревня         | ↘33       | Булгаковское сельское поселение          |
| 35  | Бучнево                               | деревня         | 18        | Крутоярское сельское поселение           |
| 36  | Варваровка                            | деревня         | 13        | Дмитриевское сельское поселение          |
| 37  | Василево                              | деревня         | ↘21       | Первинское сельское поселение            |
| 38  | Ватранцы                              | деревня         | 4         | Которовское сельское поселение           |
| 39  | Верхняя Козлань                       | деревня         | 4         | Савостьяновское сельское поселение       |
| 40  | Волково                               | деревня         | 9         | Овчинниковское сельское поселение        |
| 41  | Волчкарь                              | деревня         | 0         | Шостьинское сельское поселение           |
| 42  | Выкуши                                | деревня         | ↘36       | Дмитриевское сельское поселение          |
| 43  | Вырково                               | деревня         | ↘74       | Булгаковское сельское поселение          |
| 44  | Выропаево                             | деревня         | 7         | Дмитриевское сельское поселение          |
| 45  | Высоково                              | деревня         | 4         | Которовское сельское поселение           |
| 46  | Гаврино                               | деревня         | 2         | Булгаковское сельское поселение          |
| 47  | Гарь                                  | деревня         | ↘0        | Шостьинское сельское поселение           |
| 48  | Гиблицы                               | село            | ↘375      | Гиблицкое сельское поселение             |
| 49  | Гусь-Железный                         | пгт             | ↘1841     | Гусевское городское поселение            |
| 50  | Давыдово                              | деревня         | ↘43       | Первинское сельское поселение            |
| 51  | Данево                                | село            | ↘91       | Дмитриевское сельское поселение          |
| 52  | Даньково                              | село            | ↘6        | Булгаковское сельское поселение          |
| 53  | Дворики                               | деревня         | ↘3        | Китовское сельское поселение             |
| 54  | Дмитриево                             | село            | ↘576      | Дмитриевское сельское поселение          |
| 55  | Дронино                               | деревня         | ↘2        | Шостьинское сельское поселение           |
| 56  | Дуброво                               | деревня         | 32        | Ибердусское сельское поселение           |
| 57  | Елатьма                               | пгт             | ↘3193     | Елатомское городское поселение           |
| 58  | Ерденево                              | деревня         | ↘23       | Первинское сельское поселение            |
| 59  | Ермолово                              | село            | 218       | Ермоловское сельское поселение           |
| 60  | Еспинки                               | деревня         | 10        | Савостьяновское сельское поселение       |
| 61  | Жданово                               | деревня         | ↘84       | Первинское сельское поселение            |
| 62  | Жуково                                | деревня         | 16        | Ардабьевское сельское поселение          |
| 63  | Забелино                              | деревня         | ↘98       | Погостинское сельское поселение          |
| 64  | Залесное                              | деревня         | 43        | Лощининское сельское поселение           |
| 65  | Захарово                              | деревня         | ↘11       | Токарёвское сельское поселение           |
| 66  | Земское                               | деревня         | ↘39       | Булгаковское сельское поселение          |
| 67  | Ибердус                               | село            | ↘424      | Ибердусское сельское поселение           |
| 68  | Иванчино                              | село            | ↘308      | Савостьяновское сельское поселение       |
| 69  | Инкино                                | деревня         | ↘277      | Ермоловское сельское поселение           |
| 70  | Карамышево                            | село            | ↘2        | Ахматовское сельское поселение           |
| 71  | Касимов                               | посёлок станции | 239       | Овчинниковское сельское поселение        |
| 72  | Кауровка                              | деревня         | 43        | Булгаковское сельское поселение          |
| 73  | Квасьево                              | село            | 104       | Ермоловское сельское поселение           |
| 74  | Кислово                               | деревня         | 0         | Савостьяновское сельское поселение       |
| 75  | Китово                                | деревня         | ↘22       | Китовское сельское поселение             |
| 76  | Китово                                | село            | ↘198      | Китовское сельское поселение             |
| 77  | Клетино                               | деревня         | ↗962      | Клетинское сельское поселение            |
| 78  | Клоково                               | деревня         | 82        | Лощининское сельское поселение           |
| 79  | Коверское                             | деревня         | ↘0        | Дмитриевское сельское поселение          |
| 80  | Колубердеево                          | деревня         | 8         | Первинское сельское поселение            |
| 81  | Кольдюки                              | село            | 397       | Торбаевское сельское поселение           |
| 82  | Кондраково                            | деревня         | 15        | Булгаковское сельское поселение          |
| 83  | Коростино                             | деревня         | ↘3        | Булгаковское сельское поселение          |
| 84  | Которово                              | село            | 355       | Которовское сельское поселение           |
| 85  | Кочемары                              | деревня         | ↘147      | Китовское сельское поселение             |
| 86  | Красная Нива                          | посёлок         | →0        | Гусевское городское поселение            |
| 87  | Крутоярский                           | посёлок         | ↗1624     | Крутоярское сельское поселение           |
| 88  | Крюково                               | деревня         | 271       | Которовское сельское поселение           |
| 89  | Кулово                                | деревня         | 9         | Шостьинское сельское поселение           |
| 90  | Кульчуково                            | деревня         | 16        | Торбаевское сельское поселение           |
| 91  | Курмыш                                | деревня         | 44        | Ермоловское сельское поселение           |
| 92  | Кучуково                              | деревня         | 0         | Ахматовское сельское поселение           |
| 93  | Лався                                 | село            | ↘29       | Гусевское городское поселение            |
| 94  | Лазарево                              | деревня         | 136       | Новодеревенское сельское поселение       |
| 95  | Ламша                                 | деревня         | 17        | Китовское сельское поселение             |
| 96  | Ларино                                | деревня         | 14        | Которовское сельское поселение           |
| 97  | Ласино                                | село            | 73        | Савостьяновское сельское поселение       |
| 98  | Ласинский                             | посёлок         | ↘57       | Елатомское городское поселение           |
| 99  | Лашма                                 | посёлок         | ↗1510     | Лашманское сельское поселение            |
| 100 | Левино                                | деревня         | 4         | Погостинское сельское поселение          |
| 101 | Ленино                                | посёлок         | 4         | Китовское сельское поселение             |
| 102 | Лесной                                | посёлок         | 0         | Шостьинское сельское поселение           |
| 103 | Лом                                   | село            | ↘31       | Токарёвское сельское поселение           |
| 104 | Лощинино                              | деревня         | ↗949      | Лощининское сельское поселение           |
| 105 | Лубяники                              | село            | ↘195      | Китовское сельское поселение             |
| 106 | Любовниково                           | село            | 289       | Которовское сельское поселение           |
| 107 | Макеенки                              | деревня         | 21        | Овчинниковское сельское поселение        |
| 108 | Макковеево                            | деревня         | 14        | Лощининское сельское поселение           |
| 109 | Малеево                               | село            | ↘359      | Крутоярское сельское поселение           |
| 110 | Малый Мутор                           | деревня         | 7         | Дмитриевское сельское поселение          |
| 111 | Мальцево                              | деревня         | ↘19       | Первинское сельское поселение            |
| 112 | Марсево                               | деревня         | 36        | Которовское сельское поселение           |
| 113 | Марсевский                            | посёлок         | ↘1        | Елатомское городское поселение           |
| 114 | Марьино Данево                        | деревня         | 8         | Дмитриевское сельское поселение          |
| 115 | Марьино-Заречное                      | деревня         | ↘58       | Овчинниковское сельское поселение        |
| 116 | Мимишкино                             | деревня         | ↘69       | Булгаковское сельское поселение          |
| 117 | Мишуково                              | деревня         | 105       | Савостьяновское сельское поселение       |
| 118 | Монцево                               | деревня         | 35        | Новодеревенское сельское поселение       |
| 119 | Морозово                              | деревня         | 28        | Крутоярское сельское поселение           |
| 120 | Мотказино                             | деревня         | ↘12       | Торбаевское сельское поселение           |
| 121 | Мунтово                               | деревня         | ↘3        | Ахматовское сельское поселение           |
| 122 | Назарово                              | деревня         | 36        | Ермоловское сельское поселение           |
| 123 | Нарышкино                             | деревня         | 61        | Новодеревенское сельское поселение       |
| 124 | Неклюдово                             | деревня         | 0         | Овчинниковское сельское поселение        |
| 125 | Некрасовка                            | деревня         | 2         | Первинское сельское поселение            |
| 126 | Николаевка                            | деревня         | 20        | Ардабьевское сельское поселение          |
| 127 | Николаевское                          | село            | ↘28       | Крутоярское сельское поселение           |
| 128 | Новая Деревня                         | деревня         | 518       | Новодеревенское сельское поселение       |
| 129 | Новики                                | деревня         | 5         | Ибердусское сельское поселение           |
| 130 | Новляны                               | деревня         | ↘15       | Крутоярское сельское поселение           |
| 131 | Овчинники                             | деревня         | ↘62       | Овчинниковское сельское поселение        |
| 132 | Озерки                                | деревня         | 35        | Гиблицкое сельское поселение             |
| 133 | Озёрный                               | посёлок         | 167       | Булгаковское сельское поселение          |
| 134 | Пальчинки                             | деревня         | 1         | Крутоярское сельское поселение           |
| 135 | Пахомово                              | деревня         | 5         | Булгаковское сельское поселение          |
| 136 | Перво                                 | село            | ↘271      | Первинское сельское поселение            |
| 137 | Перхурово                             | деревня         | ↘54       | Лощининское сельское поселение           |
| 138 | Петрушово                             | деревня         | ↘43       | Гиблицкое сельское поселение             |
| 139 | Погост                                | село            | ↘382      | Погостинское сельское поселение          |
| 140 | Подлипки                              | село            | ↗840      | Торбаевское сельское поселение           |
| 141 | Поздняково                            | деревня         | 0         | Первинское сельское поселение            |
| 142 | Полутино                              | деревня         | 131       | Которовское сельское поселение           |
| 143 | Полухтино                             | деревня         | ↘10       | Погостинское сельское поселение          |
| 144 | Полухтино                             | посёлок         | 4         | Погостинское сельское поселение          |
| 145 | Полянки                               | деревня         | 15        | Которовское сельское поселение           |
| 146 | Поляны                                | деревня         | 9         | Ахматовское сельское поселение           |
| 147 | Поповка                               | деревня         | ↘235      | Ахматовское сельское поселение           |
| 148 | Поповские Выселки                     | деревня         | 5         | Ахматовское сельское поселение           |
| 149 | Пустынь                               | село            | 230       | Ермоловское сельское поселение           |
| 150 | Рылово                                | деревня         | 6         | Торбаевское сельское поселение           |
| 151 | Сабурово                              | село            | 27        | Новодеревенское сельское поселение       |
| 152 | Савино                                | деревня         | ↘19       | Булгаковское сельское поселение          |
| 153 | Савино                                | деревня         | ↘25       | Первинское сельское поселение            |
| 154 | Савостьяново                          | село            | ↘40       | Савостьяновское сельское поселение       |
| 155 | Самуиловка                            | деревня         | ↘68       | Торбаевское сельское поселение           |
| 156 | Самылово                              | село            | ↘311      | Лощининское сельское поселение           |
| 157 | Самышка                               | деревня         | 0         | Ермоловское сельское поселение           |
| 158 | Свищево                               | село            | 15        | Ардабьевское сельское поселение          |
| 159 | Сеитово                               | деревня         | ↘33       | Балушево-Починковское сельское поселение |
| 160 | Селиваново                            | деревня         | 0         | Дмитриевское сельское поселение          |
| 161 | Селизово                              | деревня         | 389       | Овчинниковское сельское поселение        |
| 162 | Селищи                                | село            | ↘74       | Ахматовское сельское поселение           |
| 163 | Семенчуково                           | деревня         | ↘21       | Дмитриевское сельское поселение          |
| 164 | Сиверка                               | деревня         | ↘150      | Шостьинское сельское поселение           |
| 165 | Сиданово                              | деревня         | 0         | Торбаевское сельское поселение           |
| 166 | Сидорово                              | деревня         | ↘14       | Токарёвское сельское поселение           |
| 167 | Скобелево                             | деревня         | 65        | Ермоловское сельское поселение           |
| 168 | Сорокино                              | деревня         | ↘32       | Токарёвское сельское поселение           |
| 169 | Сосновка                              | посёлок         | 144       | Новодеревенское сельское поселение       |
| 170 | Степаново                             | деревня         | ↘124      | Гиблицкое сельское поселение             |
| 171 | Сынтул                                | пгт             | ↘1551     | Сынтульское городское поселение          |
| 172 | Ташенка                               | посёлок         | 634       | Овчинниковское сельское поселение        |
| 173 | Телебукино                            | село            | ↘49       | Крутоярское сельское поселение           |
| 174 | Телеши                                | деревня         | 5         | Булгаковское сельское поселение          |
| 175 | Темгенево                             | деревня         | ↘11       | Ахматовское сельское поселение           |
| 176 | Тимохино                              | деревня         | 18        | Ибердусское сельское поселение           |
| 177 | Токарёво                              | село            | ↘344      | Токарёвское сельское поселение           |
| 178 | Толстиково                            | село            | 44        | Балушево-Починковское сельское поселение |
| 179 | Торбаево                              | село            | ↘469      | Торбаевское сельское поселение           |
| 180 | Уланова Гора                          | деревня         | ↘119      | Ахматовское сельское поселение           |
| 181 | Урдово                                | деревня         | 37        | Ермоловское сельское поселение           |
| 182 | Урядино                               | деревня         | ↘99       | Китовское сельское поселение             |
| 183 | Федоровка                             | деревня         | 0         | Торбаевское сельское поселение           |
| 184 | Фомино                                | деревня         | 23        | Савостьяновское сельское поселение       |
| 185 | Фроловское                            | деревня         | 1         | Крутоярское сельское поселение           |
| 186 | Халымово                              | деревня         | 57        | Ахматовское сельское поселение           |
| 187 | Холопово                              | деревня         | 19        | Ермоловское сельское поселение           |
| 188 | Царицыно                              | деревня         | ↘25       | Булгаковское сельское поселение          |
| 189 | Центрального отделения совхоза «Маяк» | посёлок         | ↘58       | Елатомское городское поселение           |
| 190 | Чарус                                 | село            | ↘26       | Китовское сельское поселение             |
| 191 | Чаруши                                | деревня         | 12        | Ибердусское сельское поселение           |
| 192 | Чаур                                  | деревня         | ↘60       | Гусевское городское поселение            |
| 193 | Чернецы                               | деревня         | ↘31       | Торбаевское сельское поселение           |
| 194 | Черново-Шеенки                        | деревня         | 1         | Погостинское сельское поселение          |
| 195 | Черновский                            | посёлок         | →1        | Елатомское городское поселение           |
| 196 | Чернышово                             | деревня         | ↘9        | Крутоярское сельское поселение           |
| 197 | Чернышово-Починки                     | деревня         | ↘30       | Овчинниковское сельское поселение        |
| 198 | Четаево                               | деревня         | ↘69       | Ахматовское сельское поселение           |
| 199 | Чинур                                 | деревня         | ↘30       | Первинское сельское поселение            |
| 200 | Чуликса                               | деревня         | ↘14       | Гусевское городское поселение            |
| 201 | Шегашаново                            | деревня         | 1         | Ахматовское сельское поселение           |
| 202 | Шемордино                             | деревня         | 49        | Торбаевское сельское поселение           |
| 203 | Шемякино                              | деревня         | 9         | Первинское сельское поселение            |
| 204 | Шепелево                              | деревня         | 7         | Токарёвское сельское поселение           |
| 205 | Шостье                                | село            | ↘404      | Шостьинское сельское поселение           |
| 206 | Шульгино                              | деревня         | ↘15       | Крутоярское сельское поселение           |
| 207 | Щербатовка                            | село            | 155       | Новодеревенское сельское поселение       |
| 208 | Ярыгино                               | деревня         | ↘18       | Булгаковское сельское поселение          |

Упразднённые населённые пункты:
- 2001 год — поселок Жданов Китовского сельского округа и деревня Нижняя Козлань Савостьяновского сельского округа[32]

## Экономика
Крупнейшими предприятиями района являются ОАО «Елатомский маслосырзавод» и ОАО «Елатомский приборный завод» (изготовление медицинской аппаратуры). В районе 49 фермерских хозяйств и 19 сельскохозяйственных предприятий.
Значительная часть экономики района связана с добычей и транспортировкой полезных ископаемых. В Крутоярском сельском поселении расположено Касимовское подземное хранилище природного газа, по состоянию на 2009 год — крупнейшее в мире, созданное в водоносном пласте. В Акишинском, Малеевском и Касимовском карьерах производится добыча известняка, доломита и бутового камня.

## Транспорт
Через район проходят железная дорога «Москва — Шилово — Касимов», автомобильные дороги Р105 «Москва — Егорьевск — Тума — Касимов», Р125 «Ряжск — Касимов — Муром — Павлово — Нижний Новгород», Р124 «Шацк — Касимов».
По северной части района проходит магистральный газопровод Нижняя Тура - Пермь - Горький - Центр.

## Религия
В большинстве населённых пунктов есть своя церковь. В Гусе Железном стоит большой храм.

## Люди, связанные с районом
См. также Категория:Родившиеся в Касимовском районе
- Бикжанов, Ибрагим Паскаевич (1895—1988) — советский военный деятель, Генерал-майор (1940 год).
- Журавлёв, Пётр Михайлович (1901—1974) — советский военный деятель, Генерал-майор (1943 год).
- Молодов, Анатолий Васильевич (род. 1929) — советский дирижёр, народный артист СССР.
- Уткин, Владимир Фёдорович (1923—2000) — российский, советский учёный и конструктор в области ракетно-космической техники. Дважды Герой Социалистического труда.